# Haplochromis worthingtoni
Haplochromis worthingtoni là một loài cá thuộc họ Cichlidae. Nó là loài đặc hữu của Uganda.